# 清華簡
清華簡（せいかかん）は、清華大学所蔵の、2000枚あまりの戦国時代の竹簡である。
盗掘されて古物市場に流出していたという竹簡を、実業家の趙偉国が買い戻して、2008年に母校である清華大学に寄贈した。北京大学主導の炭素鑑定によれば戦国時代中期すぎ、むしろ晩期にかけての楚の竹簡である。
調査結果は、2010年以降、李学勤主編『清華大学蔵戦国竹簡』として順次刊行されている。

## 特徴
清華簡は、先秦の竹簡としてはかなり優秀な状態で伝来する。量が非常に多いことと、ほかの竹簡に見られない内容を含むことを特徴とする。
特に、戦国時代当時の『書経』の篇と思われるものを多数含んでいる。また、『竹書紀年』によく似た編年体の史書「繋年」、九九の表を拡大したような数学書「算表」などがある。

## 内容
鉤括弧つきは篇題が竹簡に書かれているもの。
- 尹至 - 湯王と伊尹の問答[3]。『呂氏春秋』慎大に似る。
- 尹誥 - 湯王と伊尹の問答[3]。『礼記』緇衣に引用されている。古文『尚書』咸有一徳にあたると伝えられているが、今文とは異なる。
- 程寤 - 従来『逸周書』に題だけ残っていたもの。文王が天命を受ける兆としての夢の出現を記す[3]。
- 保訓 - 文王が臨終のときに武王に残した言葉[3]。『尚書』の佚篇である可能性がある。
- 「耆夜」 - 武王が耆国に勝利した後の祭祀を記す。飲酒の際にうたう詩を記している[3]。
- 「周武王有疾周公所自以代王之志」（金縢） - 内容は今文『尚書』金縢にほぼ一致する[3]。
- 皇門 - 内容は『逸周書』皇門にほぼ一致する[3]。
- 「祭公之顧命」（祭公） - 内容は『逸周書』祭公にほぼ一致する。祭公が臨終のときに穆王をいましめる言葉[3]。
- 楚居 - 楚の歴史書[3]。
- 繋年 - 周から戦国時代にかけての歴史書で『竹書紀年』に似るが、異なるところも多い。
- 「傅説之命」（説命） - 3篇からなる。伝えられている古文『尚書』説命と一致する部分があるが、今文とは異なる[4]。
- 「周公之琴舞」 - 10篇の詩からなり、『詩経』周頌に似る[4]。
- 「周公之頌志」（芮良夫毖） - 周の厲王の政治を批判する2篇の長い詩[4]。「周公之琴舞」と連続して書かれている。
- 良臣 - 歴代の良臣を記す。字体から楚国以外で書かれたもの（あるいはそれを楚人が写したもの）である可能性がある。
- 祝辞 - 災難を避ける呪文を記す。「良臣」と連続して書かれている。
- 「赤鵠之集湯之屋」 - 伊尹に起きた不思議な話を記す。黄徳寛は先秦の小説とする[4][5]。
- 筮法 - 占筮の原理や方法。
- 別卦 - 六十四卦の表。馬王堆帛書『周易』の体例と一致する。
- 算表 - 掛け算の計算表。九九の表に似るがそれより大きい。
- 「厚父」 - 王と厚父という人物の問答。『孟子』梁恵王下に引用されている『尚書』の文章に似た文章があることから、『尚書』の佚篇である可能性がある。
- 「封許之命」 - 許国の封君の命書。『尚書』の佚篇である可能性がある。
- 命訓 - 内容は『逸周書』命訓にほぼ一致する。
- 湯処于湯丘 - 湯王と伊尹に関する説話。『呂氏春秋』本味、『墨子』貴義などに似る。
- 湯在啻門 - 湯王と伊尹の問答。
- 「殷高宗問于三寿」 - 高宗と少寿・中寿・彭祖の問答。
- 鄭武夫人規孺子 - 武姜と荘公に関する説話。
- 鄭文公問太伯 - 太伯と文公の会話。甲本と乙本がある。
- 管仲 - 桓公と管仲の問答。
- 子儀 - 穆公と子儀という人物の会話。
- 子産 - 子産に関する説話。
- 子犯子余
- 晋文公入于晋
- 趙簡子
- 越公其事
- 摂命
- 邦家之政
- 邦家処位
- 治邦之道
- 心是謂中
- 天下之道
- 八気五味五祀五行之属
- 虞夏殷周之治